# ریسک نابودی
ریسک نابودی (انگلیسی: Risk of ruin)  یک مفهوم در قمار، بیمه، و بورس و سایر امور مالی است که در آن به احتمال از دست دادن تمام سرمایه یک سرمایه‌گذار و  و یا از بین رفتن سرمایه بانک به زیر حداقل لازم برای ادامه معاملات است. به عنوان مثال، اگر کسی تمام پول خود را در پرتاب سکه ساده شرط ببندد، خطر نابودی ۵۰ % است. در حالتی که چند شرط‌ تکرار انجام می‌شود، ریسک نابودی حاصل مجموع تعداد شرط‌هاست،  هر بازی تکرار شده، ریسک را افزایش می‌دهد که دربازی مداوم و پی‌ در پی در نهایت قطعیت اتفاقی  منجر به پاکباختگی قمارباز خواهد شد. 